# Mitrospingus
Mitrospingus is een geslacht van zangvogels uit de familie Mitrospingidae (afgesplitst van de Tangaren).

## Soorten
Het geslacht kent de volgende soorten:
- Mitrospingus cassinii – Roetmaskertangare
- Mitrospingus oleagineus – Olijfrugtangare